# Olympische Sommerspiele 1984/Teilnehmer (Honduras)
| Gelbes Symbol für Goldmedaillen mit stilisierten Olympischen Ringen | Graues Symbol für Silbermedaillen mit stilisierten Olympischen Ringen | Braundes Symbol für Bronzemedaillen mit stilisierten Olympischen Ringen |
| ------------------------------------------------------------------- | --------------------------------------------------------------------- | ----------------------------------------------------------------------- |
| —                                                                   | —                                                                     | —                                                                       |

Honduras nahm an den Olympischen Sommerspielen 1984 in Los Angeles, USA, mit einer Delegation von zehn Sportlern (sieben Männer und drei Frauen) teil.

## Teilnehmer nach Sportarten

### Judo
- Carlos Solo
Halbleichtgewicht: 20. Platz

### Leichtathletik
- Carlos Ávila
Marathon: 71. Platz

- Santiago Fonseca
20 Kilometer Gehen: 31. Platz

- Leda Díaz
Frauen, Marathon: DNF

### Schwimmen
- Rodolfo Torres
100 Meter Freistil: 64. Platz
4 × 100 Meter Freistil: 22. Platz
4 × 100 Meter Lagen: 20. Platz

- Juan José Piro
200 Meter Freistil: 52. Platz
4 × 100 Meter Freistil: 22. Platz
200 Meter Rücken: 34. Platz
200 Meter Schmetterling: 34. Platz
400 Meter Lagen: 23. Platz
4 × 100 Meter Lagen: 20. Platz

- Salvador Corelo
4 × 100 Meter Freistil: 22. Platz
100 Meter Brust: DNF im Vorlauf
100 Meter Schmetterling: 50. Platz
200 Meter Lagen: 36. Platz
4 × 100 Meter Lagen: 20. Platz

- David Palma
4 × 100 Meter Freistil: 22. Platz
100 Meter Rücken: 43. Platz
200 Meter Brust: 42. Platz
4 × 100 Meter Lagen: 20. Platz

- María Lardizábal
Frauen, 100 Meter Freistil: 45. Platz
Frauen, 200 Meter Freistil: 36. Platz

- Isabel Lardizábal
Frauen, 100 Meter Brust: 29. Platz
Frauen, 200 Meter Brust: 23. Platz